# La Guayanera
La Guayanera är en ort i Mexiko.   Den ligger i kommunen Concordia och delstaten Sinaloa, i den centrala delen av landet, 800 km nordväst om huvudstaden Mexico City. La Guayanera ligger 894 meter över havet och antalet invånare är 139.
Terrängen runt La Guayanera är kuperad åt sydväst, men åt nordost är den bergig. Runt La Guayanera är det glesbefolkat, med 15 invånare per kvadratkilometer. Närmaste större samhälle är Santa Lucía, 5,2 km nordost om La Guayanera. I omgivningarna runt La Guayanera växer i huvudsak lövfällande lövskog.